# Runenstein von Stenkvista

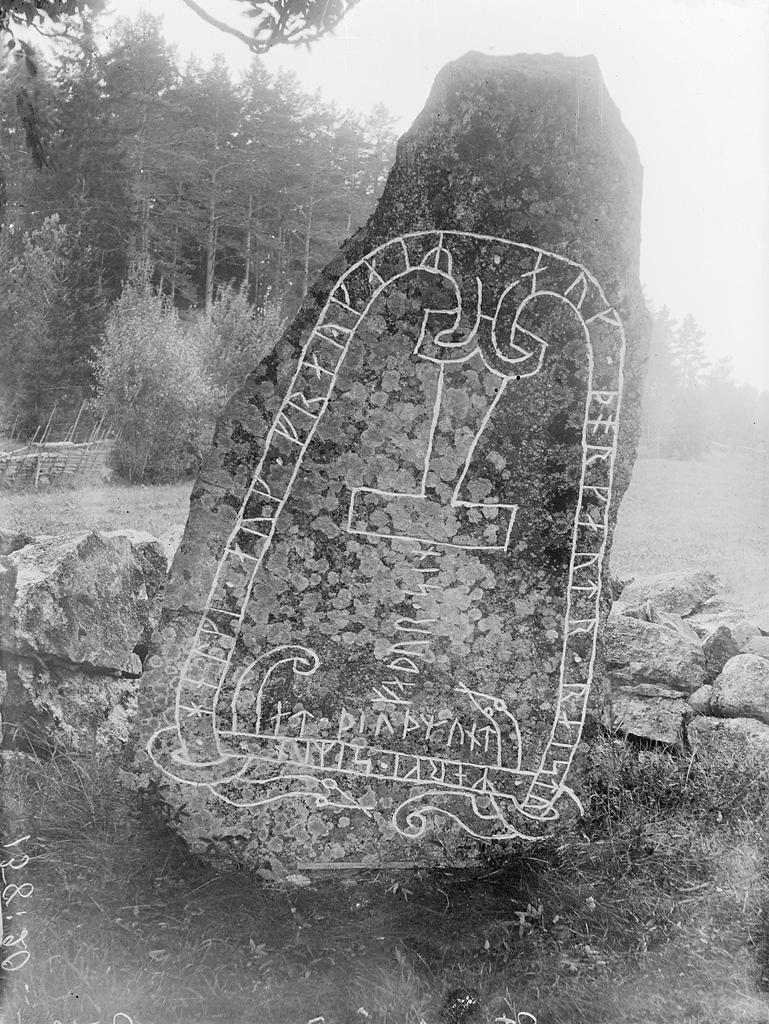
Runenstein von Stenkvista

Der Runenstein von Stenkvista, Sö 111, steht in der Nähe der Kirche von Stenkvista, zwei Kilometer östlich von Skogstorp in Södermanland in Schweden. Der Runenstein zeigt eine Darstellung von Thors Hammer Mjölnir und ist einer von wenigen Steinen in Dänemark und Skandinavien, die eine Widmung an Thor enthalten. Die meisten Runensteine stammen aus der Wikingerzeit (800–1050 n. Chr.). Die dortige Beschriftung von Steinen begann in dem 4. Jahrhundert und endete in dem 12. Jahrhundert.

## Beschreibung

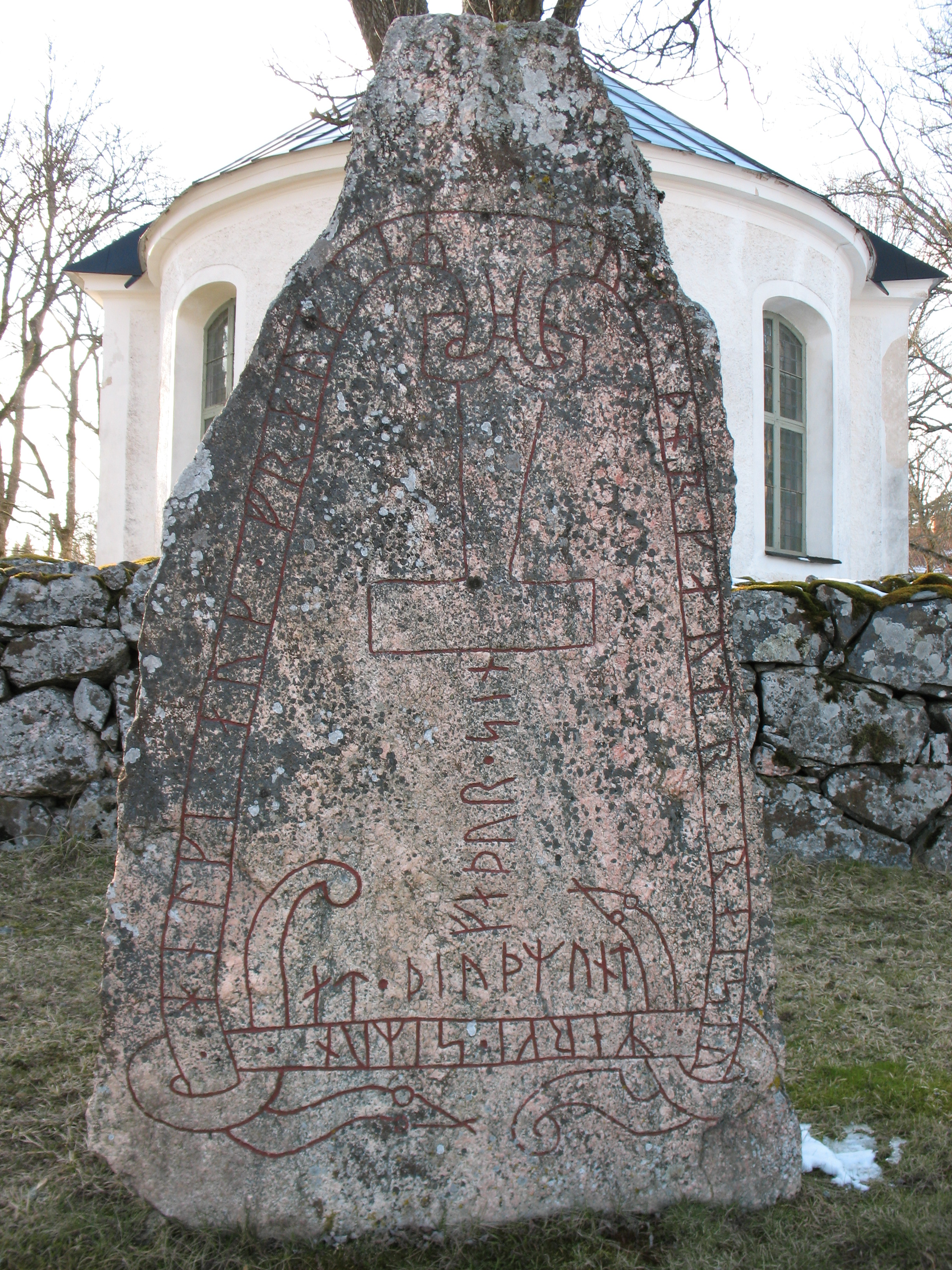
Runenstein Sö111 mit Thorhammer an der Kirche von Stenkvista

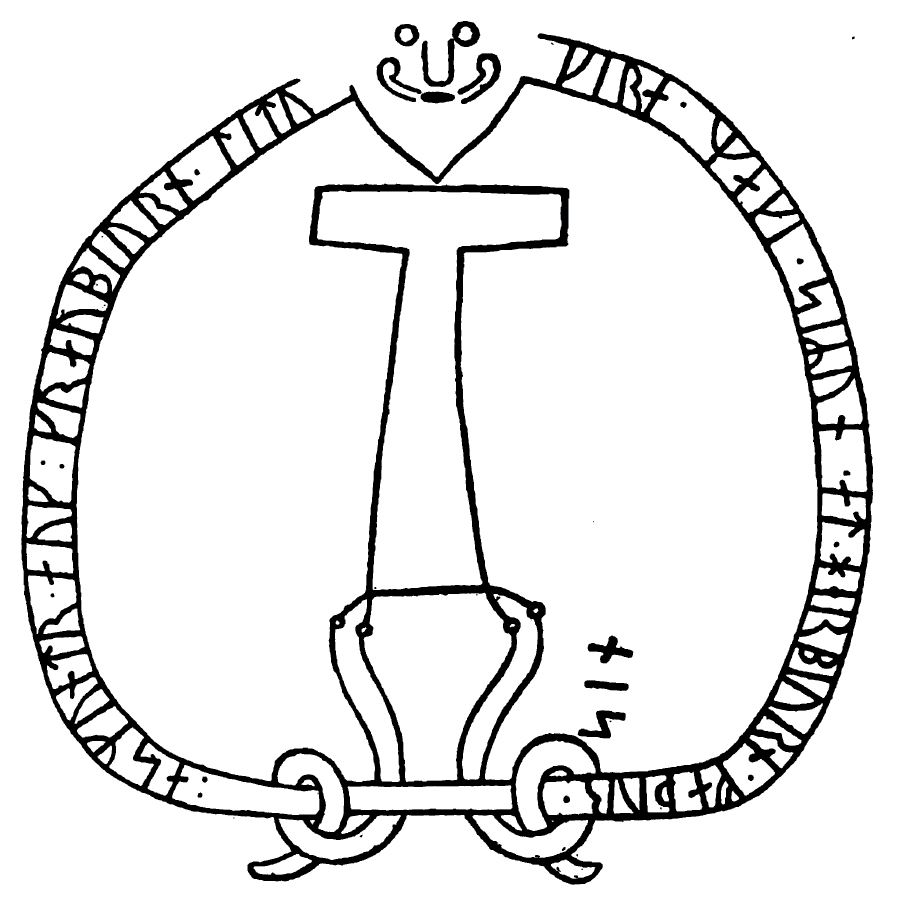
Runenstein von Åby mit Thorhammer und Thormaske

Der 2,2 m hohe Runenstein ist aus Granit. Er wird als Schlangenbandstein klassifiziert, bei denen der (meiste) Text in Bändern aus Schlangen steht. Der Runenmeister ordnete das Design hier so, dass sich die Runen þiuþmunt (für den Namen des Mannes) und Fathur * sin (für „ihren Vater“) unter dem hängenden Thorhammer befinden. Die auf mehreren Runensteinen in Schweden und Dänemark eingeritzten Thorhämmer wurden, vielleicht als heidnische Reaktion auf die Verwendung des christlichen Kreuzes auf anderen Runensteinen, aufgebracht. Der Runentext besagt, dass der Stein ein Denkmal von drei Söhnen für ihren Vater Þjóðmundr sei. Zwei heidnische Götter erscheinen als theophore Namenselemente in zwei aufgeführten Namen. Der Name Freygeirr wird übersetzt mit „Freyr's Sperr“ und Þorgautr als „Thor-Gott“. Freygeirr ist auch der Name eines Wikingerhäuptlings, der um 1050 Leidangs nach Finnland und Estland anführte.

## Inschrift
Übertragung der Runenschrift in lateinische Schrift
* helki * auk * fraykai * auk * þorkautr * raistu * merki * siRun * at * þiuþmunt * faþur * sin
Übertragung ins Altnordische
Helgi ok Freygeirr ok Þorgautr reistu merki sí(g)rún/sírýn at Þjóðmund, fôður sinn.
Übersetzung
„Helgi und Freygeirr und Þorgautr errichteten (diesen Stein) mit Siegrunen zum Andenken an Þjóðmundr, ihren Vater.“

## Andere Thorsteine

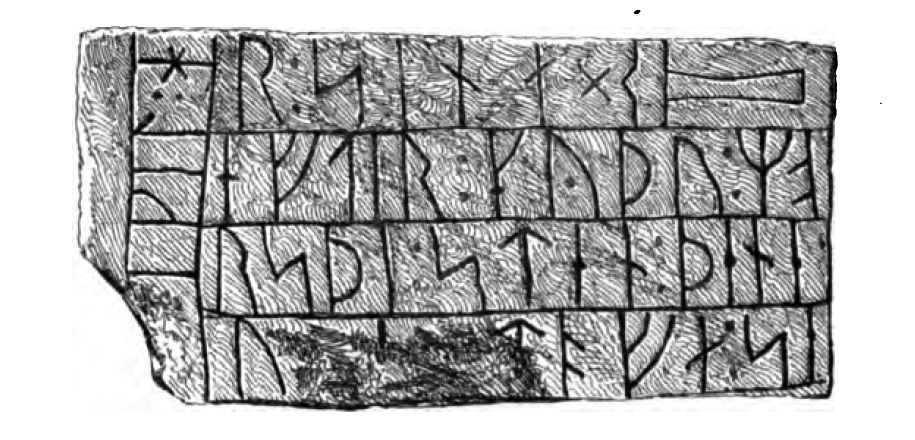
Thorhammer im Text – oben rechts – auf Hanningstenen DR 48

Andere Runensteine oder Inschriften mit der Darstellung von Thors Hammer sind die Runensteine U 1161 in Altuna (mit einer bildsteinhaften Darstellung von Thors Fischzug), Sö 86 in Åby, Sö 140 in Jursta, Vg 113 in Lärkegapet, Öl 1 in Karlevi und DR 331 in Lund (alle in Schweden) und DR 26 in Læborg, DR 48 in Hanning und DR 120 in Spentrup (alle in Dänemark, wo bildliche Darstellungen, im Gegensatz zu Schweden, selten sind).
In der Nähe stehen die Runensteine von Kolunda.